# Фукуда Масахіро
Масахіро Фукуда (яп. 福田 正博, нар. 27 грудня 1966, Йокогама) — колишній японський футболіст, що грав на позиції нападника.
Протягом усієї кар'єри виступав за клуб «Урава Ред Даймондс», а також національну збірну Японії.

## Клубна кар'єра
Народився 27 грудня 1966 року в місті Йокогама. У 1985–1989 роках виступав у футбольній команді «Університету Чуо».
У професійному футболі дебютував 1989 року виступами за команду «Міцубісі Моторс» (з 1992 року — «Урава Ред Даймондс»), кольори якої і захищав протягом усієї своєї кар'єри гравця, що тривала чотирнадцять років. Більшість часу, проведеного у складі «Урава Ред Даймондс», був основним гравцем атакувальної ланки команди і одним з головних бомбардирів команди, маючи середню результативність на рівні 0,5 голу за гру першості. Крім того у сезоні 1995 року Фукуда забив 32 голи і став найкращим бомбардиром Джей-Ліги та був включений в символічну команду року.

## Виступи за збірну
27 липня 1990 року дебютував в офіційних матчах у складі національної збірної Японії в грі Кубка Династії проти Південної Кореї в Пекіні (0:2). 
У складі збірної був учасником кубка Азії з футболу 1992 року в Японії, здобувши того року титул переможця турніру, та розіграшу Кубка Короля Фахда 1995 року у Саудівській Аравії.
Протягом кар'єри у національній команді, яка тривала 6 років, провів у формі головної команди країни 45 матчів, забивши 9 голів.

## Статистика

### Клубна
| Чемпіонат | Чемпіонат            | Чемпіонат   | Ліга | Ліга | Кубок            | Кубок            | Кубок ліги      | Кубок ліги      | Всього | Всього |
| Сезон     | Клуб                 | Ліга        | Ігри | Голи | Ігри             | Голи             | Ігри            | Голи            | Ігри   | Голи   |
| Японія    | Японія               | Японія      | Ліга | Ліга | Кубок Імператора | Кубок Імператора | Кубок Джей-ліги | Кубок Джей-ліги | Всього | Всього |
| --------- | -------------------- | ----------- | ---- | ---- | ---------------- | ---------------- | --------------- | --------------- | ------ | ------ |
| 1989/90   | «Міцубісі Моторс»    | ЯФЛ 2       | 26   | 36   | 0                | 0                | 1               | 0               | 27     | 36     |
| 1990/91   | «Міцубісі Моторс»    | ЯФЛ 1       | 18   | 7    | 2                | 0                | 0               | 0               | 20     | 7      |
| 1991/92   | «Міцубісі Моторс»    | ЯФЛ 1       | 15   | 7    | 3                | 2                | 0               | 0               | 18     | 9      |
| 1992      | «Урава Ред Даймондс» | Джей-ліга   | -    | -    | 4                | 2                | 9               | 4               | 13     | 6      |
| 1993      | «Урава Ред Даймондс» | Джей-ліга   | 27   | 4    | 2                | 3                | 0               | 0               | 29     | 7      |
| 1994      | «Урава Ред Даймондс» | Джей-ліга   | 25   | 6    | 3                | 2                | 0               | 0               | 28     | 8      |
| 1995      | «Урава Ред Даймондс» | Джей-ліга   | 50   | 32   | 3                | 2                | -               | -               | 53     | 34     |
| 1996      | «Урава Ред Даймондс» | Джей-ліга   | 4    | 3    | 0                | 0                | 7               | 4               | 11     | 7      |
| 1997      | «Урава Ред Даймондс» | Джей-ліга   | 29   | 21   | 0                | 0                | 8               | 4               | 37     | 25     |
| 1998      | «Урава Ред Даймондс» | Джей-ліга   | 17   | 7    | 3                | 4                | 0               | 0               | 20     | 11     |
| 1999      | «Урава Ред Даймондс» | Джей-ліга   | 23   | 13   | 2                | 1                | 4               | 0               | 29     | 14     |
| 2000      | «Урава Ред Даймондс» | Джей-ліга 2 | 12   | 2    | 0                | 0                | 0               | 0               | 12     | 2      |
| 2001      | «Урава Ред Даймондс» | Джей-ліга   | 14   | 2    | 4                | 0                | 3               | 0               | 21     | 2      |
| 2002      | «Урава Ред Даймондс» | Джей-ліга   | 27   | 3    | 1                | 0                | 9               | 1               | 37     | 4      |
| Всього    | Всього               | Всього      | 287  | 143  | 27               | 16               | 41              | 13              | 355    | 172    |

### Збірна
| Збірна Японії | Збірна Японії | Збірна Японії |
| Роки          | Ігри          | Голи          |
| ------------- | ------------- | ------------- |
| 1990          | 5             | 0             |
| 1991          | 2             | 0             |
| 1992          | 8             | 3             |
| 1993          | 15            | 3             |
| 1994          | 0             | 0             |
| 1995          | 15            | 3             |
| Всього        | 45            | 9             |

## Титули і досягнення
- У складі збірної:
  - Чемпіон Азії: 1992
- Індивідуальні:
  - У символічній збірній Джей-ліги: 1995
  - Найкращий бомбардир Джей-ліги: 1995